# إيلين مكنمارا
إيلين مكنمارا (بالإنجليزية: Eileen McNamara)‏ هي صحفية أمريكية، ولدت في 30 مايو 1952 في كامبريدج في الولايات المتحدة.